# Lista de ilhas do Brasil
Esta é uma lista de ilhas do Brasil. Com um litoral e uma rede fluvial tão imensos, a quantidade de ilhas e arquipélagos consequentemente não poderia ser pequena. Desse modo, a listagem foi arranjada segundo as unidades federativas nas quais as ilhas estão localizadas, como também doutras formas.
Dentre as ilhas brasileiras, há destaque para as ilhas-capitais, que são as capitais estaduais de território insular.

## Por características geográficas
- Área: Lista das maiores ilhas do Brasil

## Por corpo aquático
E para além do arranjo divisor anterior, há a divisão em: ilhas fluviais; ilhas costeiras fluviomarinhas e marítimas; e ilhas oceânicas.

### Ilhas fluviais e fluviomarinhas

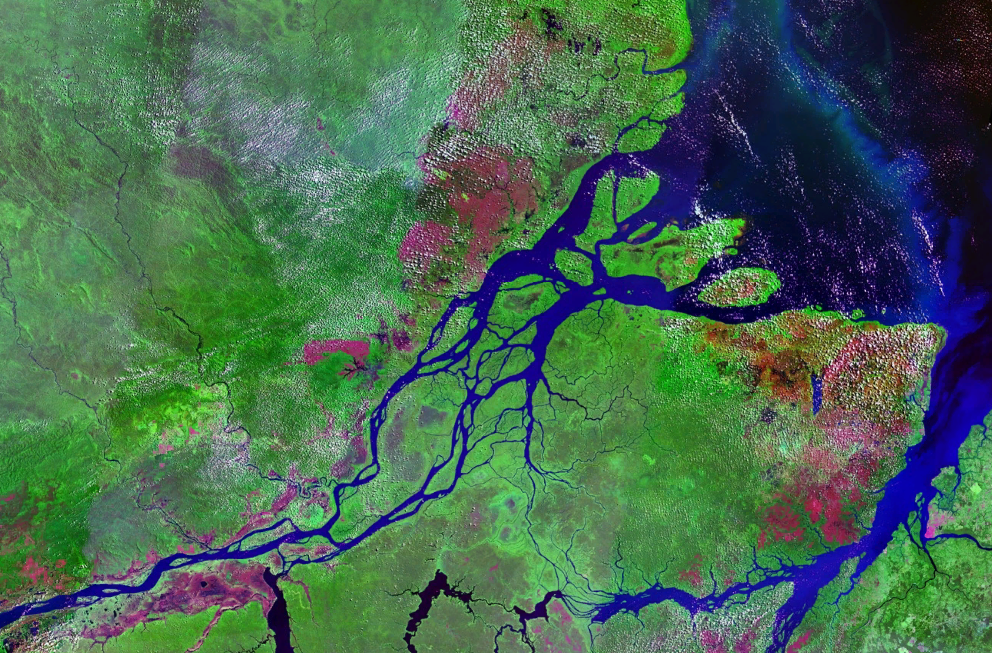
Desembocadura do rio Amazonas e a Ilha de Marajó, a maior dentre as ilhas do arquipélago fluviomarinho homônimo.

O Brasil possui poucos lagos, classificados em lagos de erosão, formados por processos erosivos que ocorrem em especial no Planalto Brasileiro; e lagos de barragem, que são resultantes da acumulação de materiais e subdividem-se em lagunas ou lagoas costeiras, formadas a partir de restingas, tais como as lagoas dos Patos e Mirim, no Rio Grande do Sul, e lagoas de várzea, formadas quando as águas das cheias ficam alojadas entre barreiras de sedimentos deixados pelos rios ao voltarem ao seu leito normal. São comuns na Amazônia, no Pantanal e nas bordas litorâneas, onde são mais comumente chamados de lagoas.
A hidrografia brasileira também abrange algumas das maiores ilhas fluviais do mundo, as quais são mais comuns em rios caudalosos e de planície onde o processo de sedimentação é lento. A Ilha de Marajó, situada na desembocadura do Rio Amazonas, é a maior ilha fluviomarinha da superfície da Terra. Com mais de 40 000 quilômetros quadrados, sua área é comparável a países como Holanda e Suíça e abriga 16 municípios. A Ilha do Bananal, localizada entre os rios Araguaia e Javaés, no estado do Tocantins, corresponde à maior ilha fluvial do mundo, com um total de 20 000 quilômetros quadrados, dos quais dois terços são alagados. O arquipélago de Mariuá, situado no leito do rio Negro, possui 700 ilhas distribuídas ao longo de uma extensão de 140 quilômetros, configurando-se como o maior arquipélago fluvial da Terra. Situado a jusante de Mariuá, Anavilhanas é o segundo maior arquipélago, com um total de 400 ilhas locadas ao longo de 100 quilômetros.
Como exemplos, tem-se o arquipélago flúvio-marítimo do Marajó, o flúvio-lacustre das Nove Ilhas e os fluviais de Mariuá e Anavilhanas, ambos no rio Amazonas.

### Ilhas costeiras marítimas
- Abrolhos está situado a cerca de 70 quilômetros do litoral da Bahia e é um arquipélago formado por cinco pequenas ilhas, que compõem um parque nacional marítimo. Possui grande quantidade e variedade de corais e é habitado por cabras selvagens e aves marinhas. A Ilha Santa Bárbara é a maior e única habitada e seus poucos residentes são militares da Marinha que se dedicam à manutenção e funcionamento do farol, além de representantes do Ibama e familiares.[8][9]

### Ilhas oceânicas

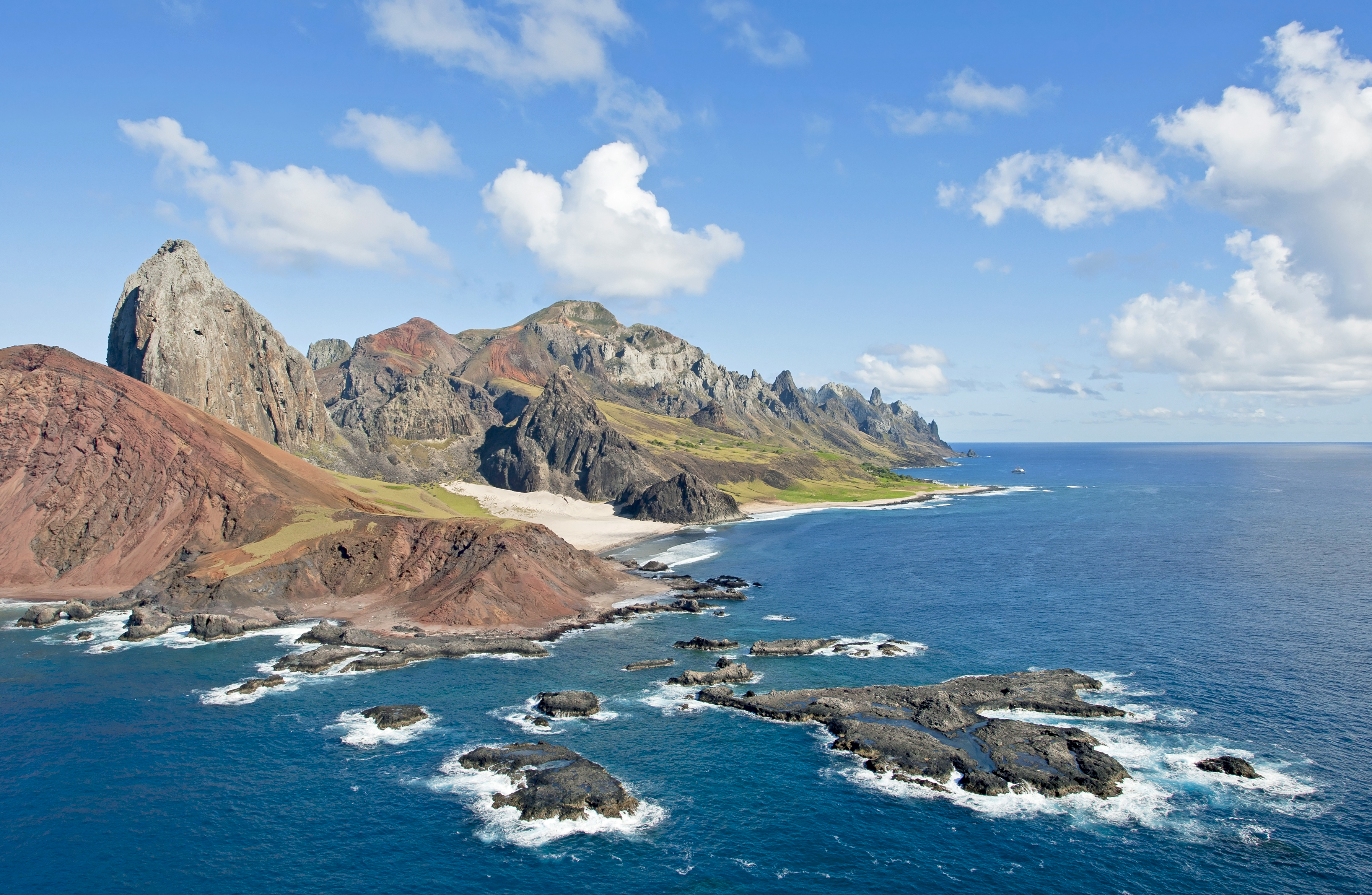
A Ilha de Trindade

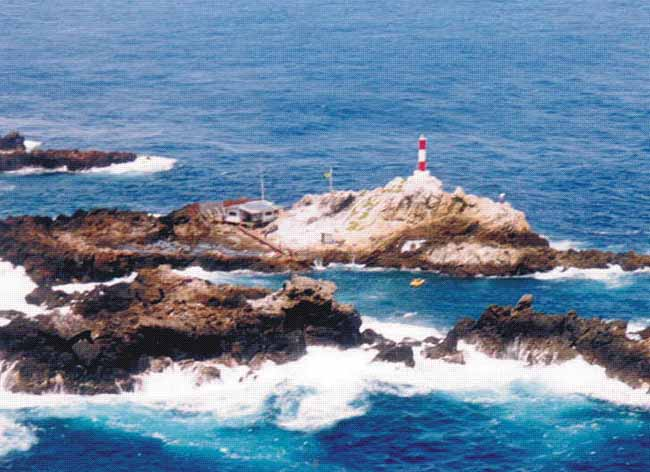
Estação científica do arquipélago de São Pedro e São Paulo

As ilhas oceânicas, que ficam distantes do litoral e emergem da Dorsal Atlântica. São ambientes insulares que se formam, geralmente, em decorrência da atividade vulcânica, distantes da costa e com grande parte emersa, são relativamente recentes no tempo geológico. Sua estrutura é composta principalmente por rochas calcárias e ilhas de coral. 
Essas ilhas têm como principal característica um ecossistema único e riqueza na biodiversidade. Variam desde meros pontos de rocha ou areia acima do alcance da maré até grandes massas como a Islândia.
O território brasileiro é composto por 5 ilhas oceânicas, sendo elas os arquipélagos de Fernando de Noronha, São Pedro e São Paulo, Atol das Rocas, Ilha de Trindade e Martin Vaz.
A formação de ilhas oceânicas ocorre devido a vulcões submarinos que se formam em zonas de subducção, nesses locais uma placa tectônica mergulha sob a outra. Além disso, esses vulcões também podem ser formados devido a fraturas na placa tectônica, como ocorreu nas ilhas oceânicas brasileiras. 

#### Arquipélago de Fernando de Noronha
O Arquipélago de Fernando de Noronha, localizado abaixo da linha do equador com latitude 03o 54'S e longitude 32o 25'W, pertence ao estado de Pernambuco . Está a uma distância de aproximadamente 360 quilômetros do litoral do Rio Grande do Norte e 545 quilômetros da costa pernambucana, é constituído por 21 ilhas. Possui área territorial de 18,609 Km2 e uma população estimada de 3140 pessoas. Localizado no topo de um monte submarino de 4000 metros, sofre influência da Corrente Sul Equatorial, sua evaporação é maior do que a precipitação, influenciando a salinidade e a temperatura. 
Foi, por algum tempo (1942-1987), território federal ligado às Forças Armadas, mas com a Constituição de 1988, foi reincorporado ao estado de Pernambuco, como distrito estadual  e Fernando de Noronha é uma unidade de conservação (UC), atualmente administrada pelo Instituto Chico Mendes de Conservação da Biodiversidade (ICMBio).
Vem sendo explorado mais intensamente no arquipélago o turismo, que, ao lado da pesca, é a principal atividade econômica. Em Fernando de Noronha está um dos mais espetaculares pontos para a observação de golfinhos em todo o mundo, a enseada da Praia do Sancho.

#### Arquipélago de Trindade e Martim Vaz
A ilha de Trindade e Martim Vaz se encontram a 48 km de distância e distantes em média 1200 km da costa brasileira. Trindade possui uma área de 10,4 km2, e está localizada a 20º 31’ S e 29º19’W, enquanto Martim Vaz possui uma área de 0,3 km2 e está localizada a 20º30’ S e 28º51’W.
Constituem, uma ilha maior, Trindade, e um grupo de cinco ilhotas de vegetação escassa, conhecidas como grupo Martim Vaz, a cerca de 50 quilômetros a leste de Trindade. Martim Vaz é, portanto, considerado o extremo leste do Brasil, situando-se a 2 400 quilômetros do continente africano. A ilha maior é ocupada para observações meteorológicas, por situar-se em área de dispersão de massas de ar. São usadas como base da Marinha e estação meteorológica.

#### Arquipélago de São Pedro e São Paulo
O arquipélago de São Pedro e São Paulo (ASPSP) é formado por um grupo de 15 pequenas ilhas rochosas entre as coordenadas 00o 55’ N e 29o 21’W, sendo, portanto, a ilha mais distante da costa com uma distância de 1010 km do nordeste. Sua formação ocorreu nas falhas transformantes ativas da grande Zona de Fratura de São Paulo. Seu ponto mais alto possui altura máxima de 18 metros. Encontra-se sobre a influência direta da zona de convergência intertropical (ZCIT), sendo assim, é uma das áreas de maior índice pluviométrico em todo oceano Atlântico, acarretando a diminuição da salinidade. O substrato predominante é rochoso, por vezes coberto por algas. 
Sem água potável ou qualquer vegetação, são habitados apenas por aves marinhas, que lá procriam e deixam espessa camada de guano (acumulação de fosfato de cálcio resultante do excremento). As ilhotas, que pertencem ao estado de Pernambuco, situam-se a 627 quilômetros de Fernando de Noronha e 986 quilômetros da costa do Rio Grande do Norte, tendo a presença de uma estação científica.

#### Atol das Rocas
O Atol das Rocas é uma formação anular de recifes constituído pelas ilhas do Farol e do Cemitério, ambas desabitadas, a cerca de 240 quilômetros da costa do Rio Grande do Norte e a 145 quilômetros a oeste de Fernando de Noronha. O Farol das Rocas, construído no século XIX, auxilia a navegação no local. Configura-se como primeira reserva biológica marinha do Brasil, criada em 1979.
O formato de anel com estrutura coralínea que se forma após a erupção de uma ilha vulcânica. O magma do vulcão cria a camada de recifes que se desenvolvem em formato circular, apenas em águas tropicais, pois os organismos coralíneos associados sobrevivem em águas quentes.

O Atol das Rocas se cresce sobre um topo aplainado de um monte submarino, no sopé continental brasileiro. Tem uma área de 7,5 km2, distante 145 km ao oeste do arquipélago de Fernando de Noronha e 266 km da costa do nordeste, entre as coordenadas 3o 51’S e 33o 48’ W.Rocas se situa sob um monte vulcânico que integra o conjunto de cadeias de montanhas submarinas do arquipélago de Fernando de Noronha.

#### PELD ILOC
O PELD ILOC (Pesquisas ecológicas de longa duração) é uma iniciativa do Governo Federal, desde 1999, que através do CNPq e ICMBio realiza pesquisas e acompanhamentos de sítios de referência que buscam o entendimento da ecologia do ecossistema. Esse projeto também tem como objetivo levar o conhecimento a população visando o desenvolvimento sustentável. O projeto responsável pelo manejo das ilhas oceânicas é o PELD ILOC, ou PELD Ilhas Oceânicas, com início em 2013. Nesse projeto há participação de cientistas de várias universidades brasileiras, com o intuito de acompanhar a biodiversidade marinha das quatro ilhas oceânicas brasileiras, com o objetivo de entender ecossistemas marinhos ao redor das ilhas oceânicas e como esses locais isolados e com diferentes graus de proteção ambiental respondem a interferências humanas. No PELD ILOC há projetos como estrutura de comunidade de peixes recifiais, dinâmica das populações de caranguejo aratu, diversidade e abundância de ouriços-do-mar, monitoramento da saúde dos corais, entre outros. 

## Por unidade federativa
- Lista de ilhas da Bahia
- Lista de ilhas do Distrito Federal
- Lista de ilhas do Espírito Santo
- Lista de ilhas do Maranhão
- Lista de ilhas de Minas Gerais
- Lista de ilhas do Pará
- Lista de ilhas da Paraíba
- Lista de ilhas de Pernambuco
- Lista de ilhas do Rio Grande do Norte
- Lista de ilhas do Rio Grande do Sul
- Lista de ilhas de São Paulo